# Чемпионат СССР по дзюдо 1989
16-й Чемпионат СССР по дзюдо прошёл в Минске 26 — 29 января 1989 года.

## Медалисты
| Весовая категория           | Золото                     | Серебро                    | Бронза                                                  |
| --------------------------- | -------------------------- | -------------------------- | ------------------------------------------------------- |
| Наилегчайший вес (до 60 кг) | Амиран Тотикашвили Тбилиси | Руслан Гамзатов Махачкала  | Андрей Бариловский Красноярск Фёдор Лазаренко Кишинёв   |
| Полулёгкий вес (до 65 кг)   | Сергей Космынин Минусинск  | Исмаил Вешагуров Алма-Ата  | Артур Бабаян Ташкент Андрей Юшин Пермь                  |
| Лёгкий вес (до 71 кг)       | Георгий Тенадзе Тбилиси    | Владимир Дгебуадзе Сухуми  | Мурат Тюльпаров Могилёв Бато Джикури Тбилиси            |
| Полусредний вес (до 78 кг)  | Башир Вараев Грозный       | Апти Магомадов Кишинёв     | Кайрат Мысыкбаев Алма-Ата Рашид Ибрагимов Махачкала     |
| Средний вес (до 86 кг)      | Виталий Будюкин Москва     | Анзор Тенадзе Тбилиси      | Давид Багаури Тбилиси Олег Шапчиц Минск                 |
| Полутяжёлый вес (до 95 кг)  | Коба Куртанидзе Тбилиси    | Евгений Долинин Гродно     | Вадим Войнов Рига Лери Жоржолиани Тбилиси               |
| Тяжёлый вес (свыше 95 кг)   | Григорий Веричев Челябинск | Сергей Косоротов Куйбышев  | Валериан Парунашвили Тбилиси Автандил Губеладзе Кутаиси |
| Абсолютная категория        | Автандил Губеладзе Кутаиси | Давид Хахалейшвили Кутаиси | Михаил Хумарадзе Тбилиси Геннадий Ярёменко Одесса       |